# Dafina Zeqiri

Autogramm von Dafina Zeqiri

Dafina Zeqiri (geb. 14. April 1989 in Varberg), auch bekannt unter ihrem Künstlernamen Dafina, ist eine schwedisch-kosovarische Popmusikerin. Sie vereinigt in ihrer Musik R&B, Soul und Trap.

## Biographie
Dafina Zeqiri kam 1989 in einer aus dem Kosovo stammenden albanischen Familie im südwestschwedischen Varberg zur Welt. Dafinas Vater Nebih Bajraktari verließ die Familie, als Dafina noch sehr klein war. Später erklärte er öffentlich, dass er sie um Verzeihung bäte, aber Dafina reagierte nicht darauf. Ihre Mutter Melihate Zeqiri war in den 1980er Jahren ebenfalls Sängerin.
2007 trat Zeqiri beim Polifest-Festival auf und gewann den Wettbewerb mit ihren Song „Rrallë e Përmallë“. 2008 wurde Zeqiri für ihren Song „Adios“ mit dem Publikumspreis bei den BOOM-Awards ausgezeichnet. Im selben Jahr brachte sie ihr erstes Album mit dem Titel „Knock Down“ heraus. Kurz darauf erhielt sie im Rahmen ihrer Teilnahme am Kënga Magjike den Preis First Magic für ihren Song „Bateritë“.
Zeqiris Erfolg setzte sich mit zwei Kollaborationen mit den Sängern Blero & F-Kay mit dem Song „La Vida Loca“ und mit Capital T & 2po2 bei „Shumë Naltë“ fort. Im Mai 2009 gewann sie mit dem Lied „Dua që ta di“ den Preis „Best RNB“ bei Top Fest 6. Im Jahr 2009 waren ihre zwei Videoclips „Shumë Larg“ und „Amazing Girl“ sehr erfolgreich. 2010 drehte sie in Australien das Musikvideo „Rock This Club“. 2011 veröffentlichte Zeqiri gemeinsam mit dem albanischen Rapper Getoar Selimi den Song „D&G included“.
Mit der Veröffentlichung von „Liri“ im März 2016 erhielt sie eine Auszeichnung für die beste Produktion beim Videoclipfestival Netët e Klipit Shqiptar-Gala in Tirana. Nach einem mehrmonatigen Aufenthalt in den Vereinigten Staaten veröffentlichte Zeqiri im November 2017 ihr erstes längeres Stück „King“. Die Leadsingle des Albums „Four Season“ erreichte im März 2017 in Albanien Platz drei. Das Musikvideo zur Single enthielt einen Gastauftritt des marokkanisch-amerikanischen Rappers French Montana. Der Titel „Told Ya“, die zweite Single aus dem Extended Play, erreichte im Oktober 2017 Platz eins. Die Veröffentlichung „Ti e din“ folgte im Dezember 2017 und erreichte noch im selben Monat Platz zwei.
Im März 2020 war Zeqiri auf dem Album „Një herë në jetë“ des albanischen Produzenten Cricket zu hören, das in Albanien auf Platz 5 und in der Schweiz auf Platz 132 der Spotify-Charts landete. Im Juni 2020 kündigte sie ihr zweites Studioalbum Dafinë moj an. Im Juli 2020 veröffentlichte sie das Lied „Aman“, die Leadsingle aus Dafinë moj, die in einer Zusammenarbeit mit den albanischen Rappern Ledri Vula und Lumi B entstand und in Albanien auf Platz 4, in der Schweiz auf Platz 79 landete.  Zwei weitere Singles, „Zili Zili“ und „Mos shko“ mit dem albanischen Sänger Yll Limani, wurden aus dem Album veröffentlicht. „Zili Zili“ erreichte die Top fünf, während ‚Mos shko‘ in Albanien auf Platz 4 landete. Im September 2021 wurde Zeqiri für den Musikexportpreis 2020 der schwedischen Regierung nominiert.
Zeqiri wird oft als „Diva der albanischen Musik“ bezeichnet. Die Sängerin nannte die amerikanische R&B-Sängerin Aaliyah als ihr größtes musikalisches und stilistisches Einfluss. Weitere Inspirationen sind Ciara, Destiny’s Child, Lauryn Hill, Michael Jackson, TLC und die Spice Girls. Ihr Musikstil wird im Allgemeinen als R&B und Soul angesehen, wobei sie auch eine Vielzahl anderer Genres in ihre Musik einfließen lässt, darunter Elektropop, Trap und albanische Folklore.
Zeqiri setzt sich dafür ein, das Bewusstsein für psychische Gesundheit über ihre Gemeinschaft hinaus zu schärfen. So teilte sie ihre Erfahrungen mit Depressionen und warb dafür, dass Betroffene professionelle Hilfe in Anspruch zu nehmen. Sie unterstützte die LGBT-Gemeinschaften in vielen Ländern der Welt und warb auch immer für die albanischen Gemeinschaften auf dem Balkan. 2020 engagierte sie sich für die Black-Lives-Matter-Bewegung bei den Protesten nach dem Tod von George Floyd.

## Diskografie

### Studioalben
| Jahr | Titel               | Höchstplatzierung, Gesamtwochen, AuszeichnungChartsChartplatzierungen (Jahr, Titel, Platzierungen, Wochen, Auszeichnungen, Anmerkungen) | Anmerkungen                             |
| Jahr | Titel               | CH | Anmerkungen                             |
| ---- | ------------------- | --- | --------------------------------------- |
| 2021 | Dafinë moj          | CH27 (1 Wo.)CH | Erstveröffentlichung: 1. Oktober 2021   |
| 2024 | The Absolute Vol. 1 | CH17 (3 Wo.)CH | Erstveröffentlichung: 25. Januar 2024   |
| 2024 | The Absolute Vol. 2 | CH35 (10 Wo.)CH | Erstveröffentlichung: 13. Dezember 2024 |

### Singles
| Jahr | Titel Album                           | Höchstplatzierung, Gesamtwochen, AuszeichnungChartplatzierungen (Jahr, Titel, Album, Platzierungen, Wochen, Auszeichnungen, Anmerkungen) | Höchstplatzierung, Gesamtwochen, AuszeichnungChartplatzierungen (Jahr, Titel, Album, Platzierungen, Wochen, Auszeichnungen, Anmerkungen) | Anmerkungen                                                   |
| Jahr | Titel Album                           | AT | CH | Anmerkungen                                                   |
| --- | ------------------------------------- | --- | --- | ------------------------------------------------------------- |
| 2020 | Aman –                                | — | CH79 (1 Wo.)CH | Erstveröffentlichung: 1. Juli 2020 feat. Ledri Vula & Lumi B  |
| 2020 | Million $ –                           | — | CH82 (1 Wo.)CH | Erstveröffentlichung: 20. August 2020                         |
| 2021 | Duro –                                | — | CH95 (1 Wo.)CH | Erstveröffentlichung: 14. März 2021                           |
| 2021 | Llafe llafe Dafinë moj                | — | CH30 (6 Wo.)CH | Erstveröffentlichung: 12. August 2021 feat. Lyrical Son       |
| 2022 | Dashni –                              | — | CH34 (4 Wo.)CH | Erstveröffentlichung: 7. März 2022 feat. Muma                 |
| 2022 | Luje belin –                          | — | CH49 (2 Wo.)CH | Erstveröffentlichung: 9. Juni 2022 mit Kida                   |
| 2022 | Copa copa –                           | — | CH50 (3 Wo.)CH | Erstveröffentlichung: 13. November 2022 feat. Alban Skenderaj |
| 2023 | Une jom ajo –                         | — | CH94 (1 Wo.)CH | Erstveröffentlichung: 8. März 2023                            |
| 2023 | Kaje –                                | — | CH12 (3 Wo.)CH | Erstveröffentlichung: 28. Juni 2023 mit Yll Limani            |
| 2023 | Si mua –                              | — | CH57 (4 Wo.)CH | Erstveröffentlichung: 10. August 2023 feat. Elgit Doda        |
| 2023 | Drama The Absolute Vol. 1             | — | CH30 (2 Wo.)CH | Erstveröffentlichung: 12. Oktober 2023 feat. Mozzik           |
| 2023 | Unë të du The Absolute Vol. 1         | — | CH87 (1 Wo.)CH | Erstveröffentlichung: 14. Dezember 2023 feat. Afrim Muqiqi    |
| 2023 | My Love The Absolute Vol. 1           | — | CH32 (4 Wo.)CH | Erstveröffentlichung: 28. Dezember 2023                       |
| 2024 | Jom ka du me t’pa The Absolute Vol. 2 | — | CH29 (4 Wo.)CH | Erstveröffentlichung: 31. Mai 2024 feat. Yll Limani           |
| 2024 | A te ka mungu The Absolute Vol. 2     | — | CH42 (1 Wo.)CH | Erstveröffentlichung: 11. Juli 2024                           |
| 2024 | Dumlla Dumlla The Absolute Vol. 2     | — | CH76 (3 Wo.)CH | Erstveröffentlichung: 28. Juli 2024 feat. Dystinct            |
| 2024 | Ta dish The Absolute Vol. 2           | — | CH39 (2 Wo.)CH | Erstveröffentlichung: 16. Oktober 2024                        |
| 2025 | Per ty –                              | — | CH78 (1 Wo.)CH | Erstveröffentlichung: 26. Januar 2025                         |
| 2025 | Alo –                                 | — | CH76 (1 Wo.)CH | Erstveröffentlichung: 20. Februar 2025 feat. Rzon             |
| 2025 | Zemër ty –                            | — | CH37 (… Wo.)CH | Erstveröffentlichung: 25. April 2025 mit Ricky Rich           |
| 2025 | Energy –                              | AT51 (1 Wo.)AT | CH3 (… Wo.)CH | Erstveröffentlichung: 30. Mai 2025 feat. Luciano              |
| Folgende Lieder erschienen nicht als Single, wurden aber durch das Album zum Download und Streaming bereitgestellt und konnten somit eine Platzierung erlangen: |                                       | | |                                                               |
| |                                       | | |                                                               |
| 2024 | Luj The Absolute Vol. 1               | — | CH56 (2 Wo.)CH | feat. MC Kresha                                               |
| 2025 | Prit The Absolute Vol. 2              | — | CH75 (3 Wo.)CH | feat. Mossi                                                   |

### Gastbeiträge
| Jahr | Titel Album                | Höchstplatzierung, Gesamtwochen, AuszeichnungChartsChartplatzierungen (Jahr, Titel, Album, Platzierungen, Wochen, Auszeichnungen, Anmerkungen) | Anmerkungen                                                                  |
| Jahr | Titel Album                | CH | Anmerkungen                                                                  |
| ---- | -------------------------- | --- | ---------------------------------------------------------------------------- |
| 2023 | Ku je ti Layali            | CH15 (4 Wo.)CH | Erstveröffentlichung: 25. Mai 2023 Dystinct feat. Ricky Rich & Dafina Zeqiri |
| 2024 | Ma Bella Block Therapie EP | CH50 (2 Wo.)CH | Erstveröffentlichung: 25. Mai 2023 Accaoui feat. Gims & Dafina Zeqiri        |